# 科爾遜-契爾卡塞攻勢
科尔松-舍甫琴科战役（切尔卡瑟战役）（英語：Battle of the Korsun-Cherkassy）是德國與蘇聯於1944年1月24日至2月16日發生的一系列戰鬥，作戰序列單位分別是德國南方集團軍及蘇聯烏克蘭第1方面軍及烏克蘭第2方面軍。

## 背景
|                        | 契爾卡塞不是軍事上的勝利——但也不是一種次因成功挽救一系列失敗的勝利。 |
| ——维京师老兵会，1963年 |                                                                      |

1944年1月由埃里希·馮·曼施坦因指揮的德國南方集團軍包括由奧圖·維勒指揮的德國第8軍團已撤退到位於烏克蘭第聶伯河河一帶的豹-沃坦防線，其屬下的兩個軍由威廉·施特默爾曼指揮的德國第11軍及由澤奥巴爾德·李布指揮的德國第42軍及附屬第8軍團的獨立B集團仍然留在突入蘇軍戰線100英里、在第聶伯河畔卡尼夫一帶的突出部，突出部以科爾遜為中心及在契爾卡塞西面，蘇聯元帥格奧爾吉·康斯坦丁諾維奇·朱可夫意識到一個重用史達林格勒摸式、使用當日包圍由弗里德里希·保盧斯的德國第6軍團相同戰術、消滅奧圖·維拉的德國第8軍團的機會已經來到，他建議蘇聯最高統帥部使用烏克蘭第1及第2方面軍組成兩個裝甲包圍環: 內裡包圍環大約像大鍋以消滅被包圍的敵軍，外部包圍環用以阻止任何援軍為被圍部隊解圍，雖然曼施坦因及其他將領不斷重複警告，但阿道夫·希特勒拒絕批准任何單位撤退。

## 包圍

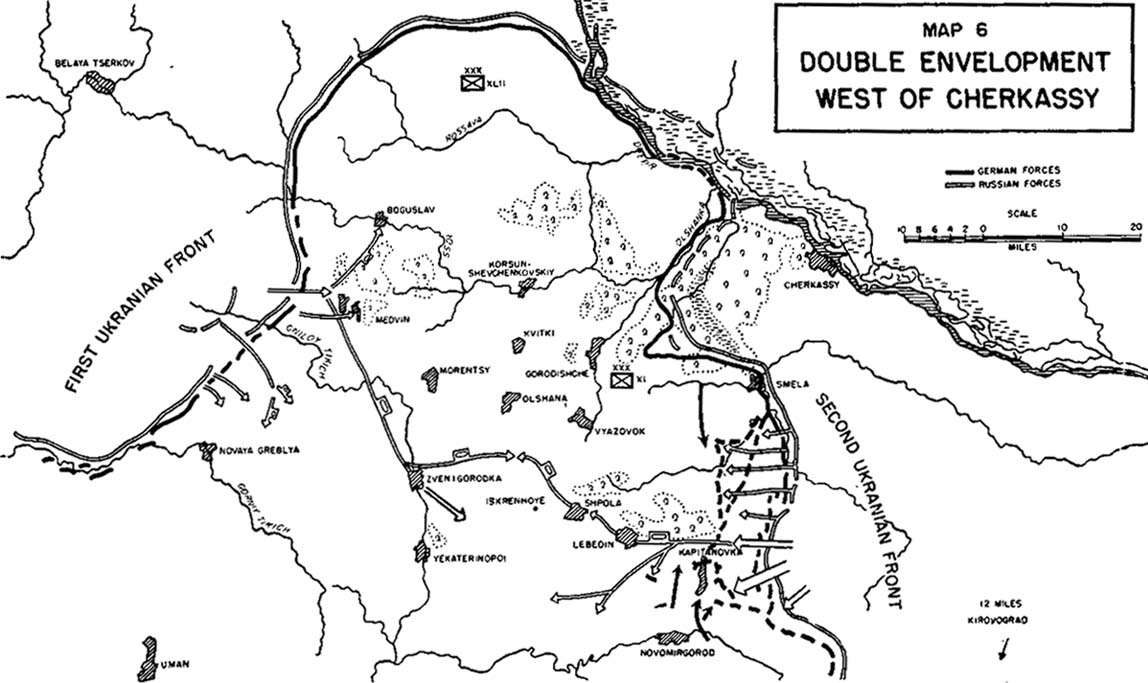
蘇軍進攻造成科爾遜-契爾卡塞口袋

1月18日曼施坦因証明他的先見之明，當時尼古拉·費多羅維奇·瓦圖京的烏克蘭第1方面軍及伊萬·科涅夫的烏克蘭第2方面軍進攻突出部兩側及包圍了兩支德軍，1月28日隸屬烏克蘭第1方面軍的第6坦克軍與第20親衛坦克旅在達齊芬尼果羅德卡村會師，造成一個大鍋或突出部，即科爾遜—契爾卡塞口袋，約瑟夫·維薩里奧諾維奇·史達林預計及被承諾這是第2個史達林格勒；科涅夫在電報裡稱：「不需擔心，史達林同志，被包圍的敵軍不可能逃走」。
被包圍的德軍人數不夠60,000人，共有6個師，每個師只有足額的55%兵力，加上一些小型戰鬥單位，被包圍的部隊包括武裝親衛隊第5維京裝甲師及第5瓦隆突擊旅，和5,000名—6,000名俄羅斯自願軍，被圍部隊被編入“施特默爾曼集團”，由第11軍司令威廉·施特默爾曼指揮，“第5維京裝甲師”共有43輛3號坦克、4號坦克和突擊炮、2個突擊炮營提供另外27輛突擊炮。

## 反應

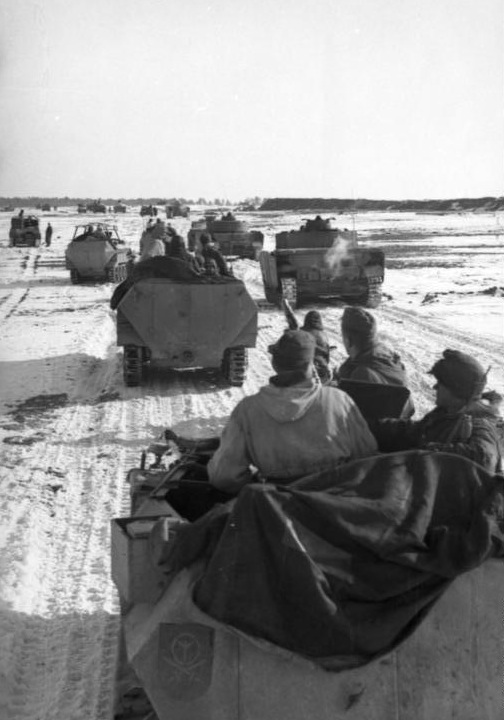
突圍嘗試開始，德軍第1裝甲師的坦克及半履帶車於2月初開始向包圍圈前進

曼施坦因反應很快，2月初他命令第3及第47裝甲軍進行解圍作戰，但是希特勒干預及命令將解圍作戰不可能的轉變為對兩個蘇軍方面軍進行反包圍。
第3裝甲軍司令赫爾曼·布賴特中將堅持兩支解圍部隊應統一指揮及為被包圍的施特默爾曼集團打開一條通道，曼施坦因最初企在希特勒一邊，雖然這是騙人的，進攻計劃是嘗試包圍兩個蘇軍方面軍。
第47裝甲軍的進攻由第11裝甲師首先發起，但經驗豐富的裝甲師只擁有27輛坦克及34輛突擊炮，因此貢獻有限，由於認識到包圍戰將會失敗，曼施坦因命令第3裝甲軍嘗試救援被包圍的施特默爾曼集團，救援行動由武裝親衛隊第1阿道夫·希特勒警衛旗隊裝甲師實施，但遭到蘇軍4個坦克軍的頑強阻擊及天氣開始變暖令地面變成大沼澤地而受阻。
2月11日第3裝甲軍增調第16裝甲師加入進攻，經過激烈戰鬥，救援部隊到達格湼洛伊蒂基什河及在東岸建立一個小型橋頭堡，第3裝甲軍不能再前進，施特默爾曼集團因而突圍。

## 投降要求及突出部
敵對雙方均知道德意志國防軍解圍行動已進入重要階段，雖然蘇軍進行誘降宣傳，在包圍圈內只有很少德軍士兵及沒有任何武裝親衛隊士兵投降，朱可夫因此決定派出特使帶著白旗要求投降，一名蘇軍翻譯員及號兵乘坐一輛美國制吉普車進入包圍圈及遞交一封由朱可夫、科湼夫及瓦圖京聯合簽署的給施特默爾曼的信件，在總部當值的德軍軍官、B集團的主要軍官及一名翻譯員接見了特使，在一輪熱切的討論、茶敍及握手後，蘇軍沒有得到答案後離開，得到的答案是：持續的、激烈的抵抗。

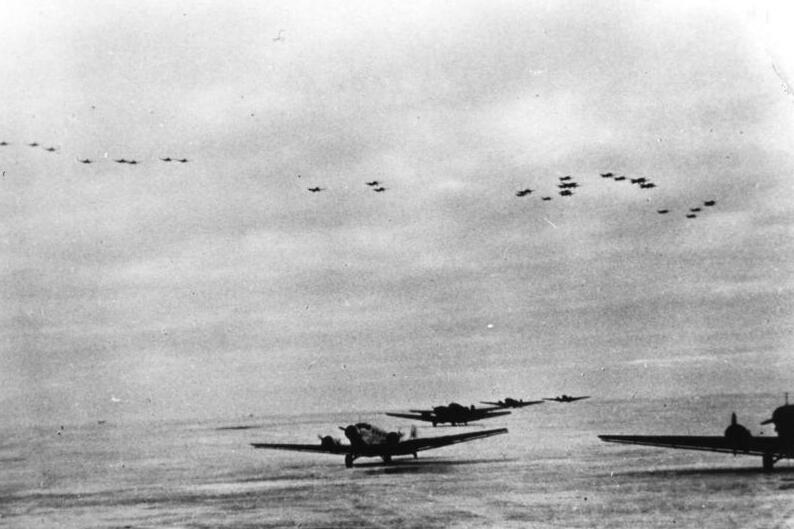
在契爾卡塞機場的Ju 52運輸機，Ju 87俯衝轟炸機在上空飛過（1944年1月）

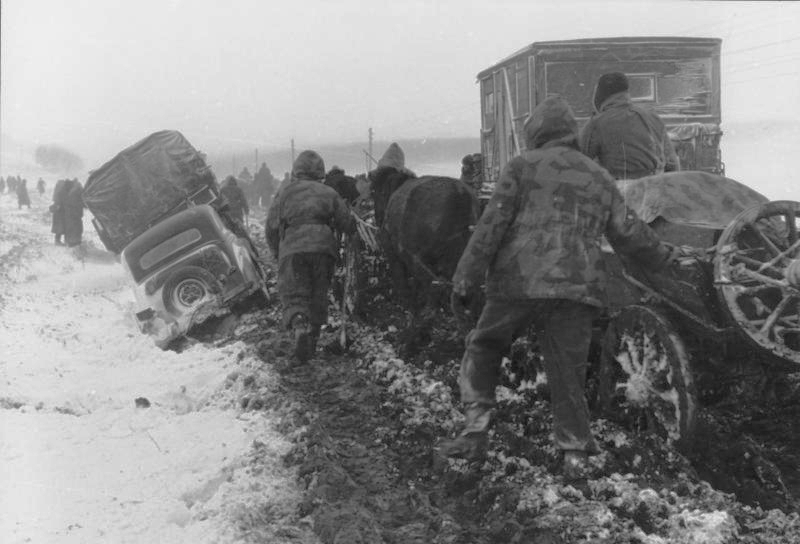
突圍當天，更多更多的部隊單位塞進剛剛收縮的半圓形地帶，最少風雪能把德軍在整個蘇軍眼睛前隱蔽

施特默爾曼集團已經在科爾遜一帶建立防線，這裡有一個空軍機場，是被圍部隊的補給線，Ju 52運輸機運來燃料、彈藥、醫藥用品及食物 – 直至機場在2月12日被放棄為止及運走傷員，這對在東線作戰的德軍士兵非常重要。
施特默爾曼開始從包圍圈北面撤回部隊及向南突圍，希望到達格湼洛伊蒂基什河北岸與解圍部隊會合，突出部內的狂熱戰士誤會了蘇軍，以為他們已經包圍了第8軍團的大部份部隊，被圍部隊在包圍圈內佔領了3條村莊以取得有利的起跳線以突破包圍，第72步兵師之第105裝甲擲彈兵團攻佔了此3條村莊，已被削弱的這團需要在無掩護下登山攻擊及蘇軍已挖掘壕溝固守，第105裝甲擲彈兵團的指揮官羅伯特·斯威夫特上校決定於晚上進行反攻，根據協議，穿著白色偽裝衣服、冬季禦寒外套及白色頭盔，他們寂靜地向前推進，與蘇聯守軍只有數公里距離，戰鬥中第105裝甲擲彈兵團在數分鐘內攻佔了山脊，翌日晚，第105裝甲擲彈兵團用相似的方式到達科馬洛夫卡。
2月15日包圍圈向南移動及已與救援部隊的距離拉近一半；現在他們需要救援部隊第3裝甲軍完成解圍工作，蘇軍在包圍圈附近一條村莊加強防守，本來德軍第72步兵師已佔領該村，但被蘇軍第27軍奪回，最後由武裝親衛隊第五維京裝甲師第5瓦隆突擊旅佔領。

## 通過地獄之門突圍
德軍第3裝甲軍向北推進的攻勢被紅軍的決心、地形及燃料缺乏而受阻，經過數次嘗試攻佔239號山頭及附近村莊失敗後，蘇軍第5親衛坦克軍團的反攻令第3裝甲軍付出很大代價，德國第8軍團司令部電告施特默爾曼：
第3裝甲軍的進攻力量受到天氣及物資供應有限而有所限制，施特默爾曼集團必需儘快實施突圍，239號山頭仍在我軍手中，在這裡與第3裝甲軍會合”。
電文中沒有告知施特默爾曼239號山頭及附近村莊已落入蘇軍手中，第8軍團命令赫爾曼·布賴特帶頭突破包圍網，施特默爾曼集團與第3裝甲軍的距離只有12英里，但它們中間卻被部署了蘇軍3個坦克軍，施特默爾曼決定與殿後的6,500名士兵一起，他們分別來自德軍第57及第88步兵師，包圍圈現在只有5英里直徑，剝奪了施特默爾曼實施任何機動的機會，239號山頭附近的村莊，看上去是自由之門，已經被稱為地獄之門，蘇軍在這裡向被圍的德軍發射大量密集炮火，幾乎每一次均擊中目標，蘇聯空的轟炸及炮轟，很少受到德國空軍戰鬥機的干擾，很多單位均描述黑暗的前景，每處均有已起火、被擊毀或被放棄的車輛及受傷的士兵和沒有組織的單位出現在滿佈泥濘的道路上，一些烏克蘭居民被捲入戰鬥，到1944年2月16日在沒有等待希特勒的決定下，曼施坦因元帥向施特默爾曼發出電報授權突圍，電文內容很簡單的說：
密碼自由，目標列斯揚卡，晚上11時。

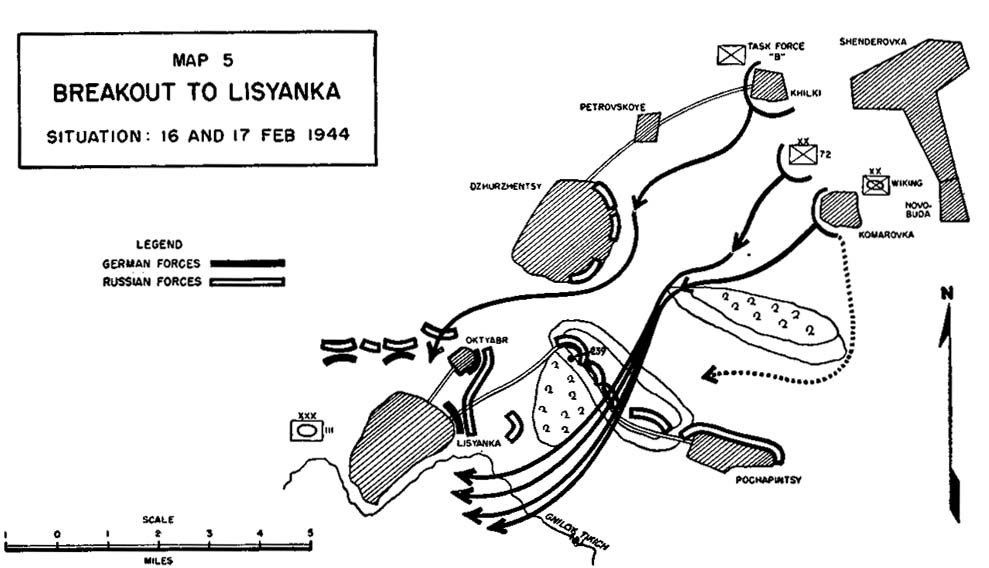
德軍突圍

虽然于心不忍，施特默爾曼及澤奧巴爾德·李布不得不留下2,000名不能下床走動的傷兵，由醫生及護理員加以照顧，全軍在黑暗掩護下分成3批由第72步兵師、第112集群及第5維京裝甲師帶領突圍，“晚上11時第105旅的兩個團並肩著開始寂靜地移動，1個半小時後德軍突破蘇軍第1及第2條防線”，部隊在凌晨4時10分到達德軍戰線，斯威夫特上校及其第105擲彈兵團謹慎地向著第3裝甲軍戰線前進，沿途帶著傷兵及重型武器，第105擲彈兵團於早上6時30分到達列斯揚卡，在突出部另一邊，施特默爾曼將軍及其後衛穩固的堅守著及因此預計突圍行動成功。
在其左翼，一個偵察巡邏兵回來帶來壞消息，地理上的重要圬地區第239號山頭已被蘇軍第5親衛坦克軍團的T-34型坦克群攻佔，雖然突出部內的有生力量力圖攻佔此地，這高地仍在蘇軍手中及必需被繞過，「當時越來越多的單位在第239號山頭頂上堆起一條堅固的防坦克障礙物，」「德軍是向南面突圍，因此錯誤地在格湼洛伊蒂基什河結束突圍行動，帶來了災難性後果，天亮後德軍的突圍計劃開始被弄清楚，當最後一批彈藥被引爆後，只有很少數的裝甲車輛及其它重型裝備能夠爬過因冰雪溶解而造成的滑坡及武器被破壞及被遺棄」。
科湼夫現在知道了德軍正在突圍、因而被激怒及決心兌現對史達林不給任何“希特勒分子”或“法西斯分子”逃出包圍圈，但是蘇聯的情報機構在這時高估了德軍第3裝甲軍的裝甲力量，因此科湼夫全力出擊，這時蘇軍第20坦克軍屬下的坦克旅將新型的約瑟夫·史達林式重型坦克帶到科爾遜戰場，科湼夫命令所有可以使用的裝甲車輛及火炮向突圍部隊開火，切斷弧立的敵人及將他們打散，兩個負責封鎖的蘇軍步兵師，第206狙擊師及第5親衛空降師已被德軍解圍部隊擊敗；沒有步兵支援的蘇軍坦克只好從遠距離向突圍的德軍開火，由於沒有反坦克武器在戰場，T-34型坦克衝入沒有掩護的德軍，司令部單位、落伍的士兵及救護兵均受攻擊。
半天後混在一起的數個師團大部份已到達因溶雪而洶湧的格湼洛伊蒂基什河，雖然事實上武裝親衛隊第1阿道夫·希特勒警衛旗隊裝甲師已佔領橋頭堡及德國工兵亦建立了另一個，驚慌的士兵見到河流時還當作是橫衝直撞的T-34型坦克群，由於主體背向及橋頭堡南面，最後的坦克、貨車及運貨馬車跌落冰冷的河水中，樹木落入水中後做成一條橋樑及士兵掙扎渡過河流，數百名精疲力盡的士兵被衝落河裡，連同馬匹及武器碎片衝往下游，其他的因冰冷而休克或患上低溫症，一群士兵挷上救生索渡河，其他的則利用橡皮艇、厚板及其它碎片將傷兵運到德軍戰線，過程中所有德軍均遭到蘇軍大炮及T-34型坦克開火攻擊，澤奥巴爾德·李布將軍在岸邊安排好秩序後，騎著馬游泳過河，當武裝親衛隊第5維京裝甲師司令赫伯特·奥托·吉勒嘗試組成人鏈渡河，因為有一些人不懂游泳，很多人因脫手及人鏈被衝散而死去，數百名蘇軍戰俘、一班俄羅斯婦女輔助人員及烏克蘭平民因害怕被蘇軍捉到而游過冰冷的河水。
能夠有這麼多的德軍撤退成功應歸功於第3裝甲軍為施特默爾曼集團解圍的努力，解圍部隊為貝克重裝甲團（“Schweres Panzer Regiment Bäke”），以其指揮官法蘭茲·貝克上校（戰前是一名牙科醫生）的名字命名，其單位裝備了虎式及豹式坦克，其中有一個擁有特殊技能的工兵團。

## 成果
蘇軍包圍科爾遜—契爾卡塞並重創了德軍6個師，包括第5維京裝甲師；這些單位被大量毀滅及必須被撤回整補，因此需要被完全再裝備，一些逃出來的士兵要被從集中地烏曼直接坐船到波蘭的康復區及醫院，或直接被送回國內休息，而蘇軍在大量裝備T-34型坦克、約瑟夫史達林重型坦克及美國通過租借法案供應給蘇聯的M4雪曼坦克的坦克軍繼續向西潮水般推進。

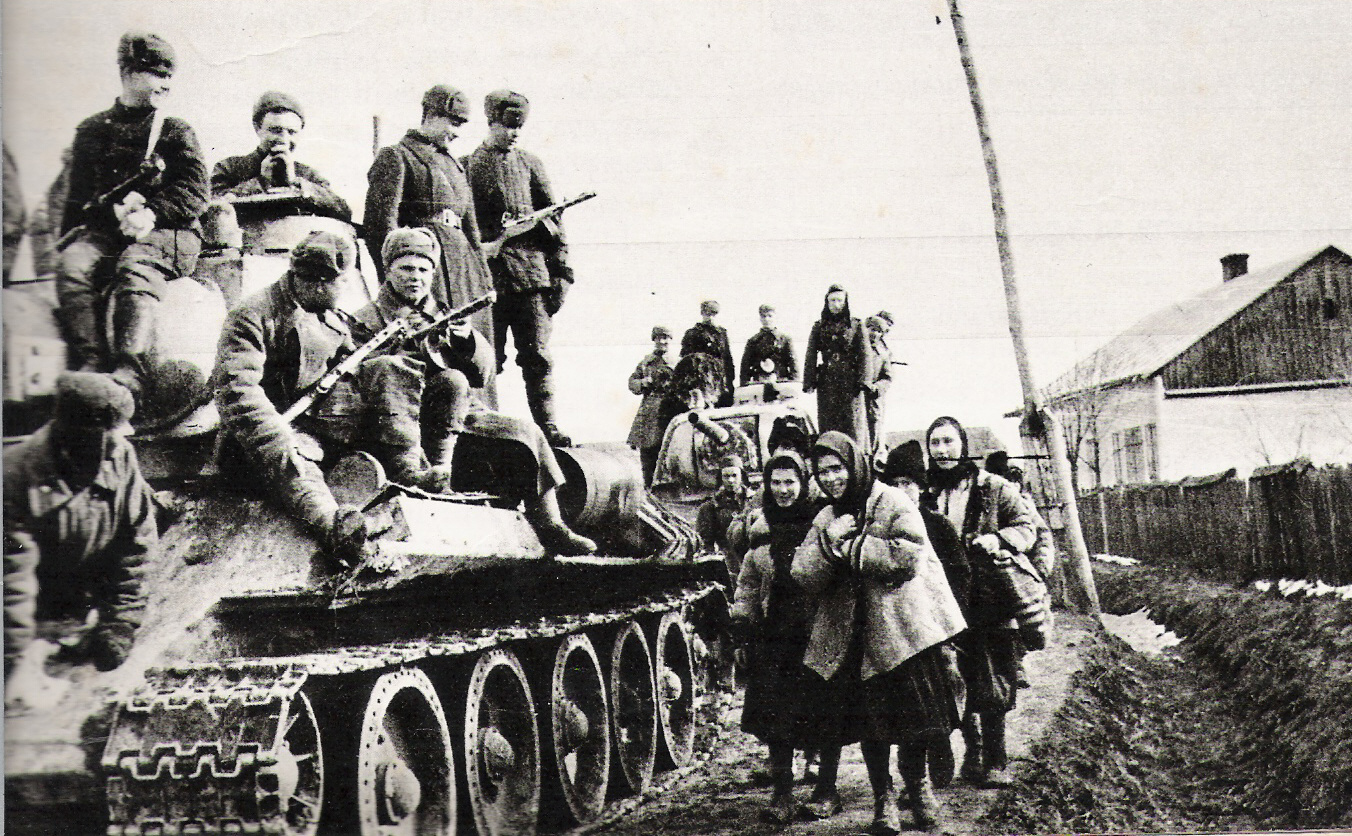
1944年苏军在乌克兰行动

舍甫琴科周边的战役是苏联的一次重大胜利，为次年春季对罗马尼亚的进一步进攻铺平了道路。一整支德军集团被困，在包围圈瓦解后，被围部队不得不通过苏军防线的缺口撤退，导致人员大量伤亡，装备损失惨重。
希特勒坚持固守这块暴露的突出部，严重限制了德国战地指挥官的应对选择。一旦苏军完成合围，德军的救援努力结果参差不齐。由于希特勒计划将兵力分散以实施反包围，德国反攻的效能受到限制。第47装甲军的攻击因其师属部队过于虚弱而未能奏效。尽管第3装甲军的表现更为出色，但该军团在尝试包围苏军的一次失败行动上浪费了一周时间。当其最终被下令前往解救“施特默尔曼集团”时，德军无法为巴克的重型坦克团提供足够的燃料供应，导致巴克因一组坦克燃料耗尽而被迫在239高地停止前进。此次后勤失败又因向施特默尔曼将军下达突围命令的无线电信息模糊不清而雪上加霜。239高地仍在苏军控制之下，施特默尔曼部队在撤退过程中因此遭受重大伤亡。
苏军方面的表现同样存在失误。苏军对被围德军的情报存在过高估计。同时，他们低估了德军反击的能力，不得不匆忙调派更多兵力加强合围圈。苏联空军未能有效阻止德军的空中补给。最终，合围部队未能彻底阻止德军突围，导致相当一部分被围德军成功逃脱。考虑到战役初期的态势，苏军所付出的代价说明，尽管苏军在舍甫琴科取得了胜利，但这场胜利是以高昂的代价换来的。
如需我继续翻译其前后段落，或者你希望我将这部分转换为中文维基格式（含注释与模板结构），也可以告诉我。
對於當日的死傷及損失數字仍有爭論，蘇聯歷史學家弗拉基米爾·葉夫多基姆表示德軍共死傷52,000人及另有11,000人被俘，其它來源說德軍死傷57,000人及另有18,000被俘 ；而蘇聯的死傷數字沒有正式公佈，如此高的傷亡數字是因為蘇聯相信所有德軍單位均是足額及大部份德國第8軍團被包圍，所以蘇聯獨裁者以為可以出現第2個史達林格勒，德軍宣稱少於60,000人在包圍圈內，到2月16日時只剩下不超過50,000人，突圍時有45,000人，其中35,000人成功突圍，總共有19,000人死亡、被俘或失蹤，道格拉斯·E·南茜的附錄7 “German Present for Battle Unit Strengths after the Breakout” in Hell’s Gate 列出每個單位的生還數字，共有40,423人生還，包括在逃出包圍圈受傷及安全從列斯揚卡撤退的士兵。苏方统计，第1与第2乌克兰方面军在1月24日至2月17日的围歼与反突围战中共计伤亡80,188人，其中24,286人阵亡或失踪，另有55,902人受伤。
施特默爾曼將軍在指揮殿後部隊時陣亡，澤奧巴爾德·李布將軍在戰爭中生還及在1981年逝世，烏克蘭第1方面軍司令伊萬·科涅夫因此戰功晉升為元帥，而尼古拉·費多羅維奇·瓦圖京在1944年2月28日被烏克蘭民族主義分子行剌及在1944年4月15日去世。

## 史学研究
关于舍甫琴科战役的最初史学著作之一是1952年由美国陆军出版的《DA小册子20–234：被包围部队的作战：德军在俄国的经验》（Operations of Encircled Forces: German Experiences in Russia）。该书成书于北约与苏联冷战对峙的背景下，作者强调了德军在历史上所积累的作战经验，认为这些经验在若北约与苏联爆发战争时，可能对北约军队有所帮助。与当时大多数英文著作一样，该书是从德国视角撰写的，并未使用战时档案资料。
约翰·埃里克森于1983年出版的《通向柏林之路》（The Road to Berlin）以及大卫·格兰茨于1995年（2015年再版）出版的《当巨人相撞》（When Titans Clashed）涵盖了整个东线战场的战事，从德国和苏联的双重视角出发，对舍甫琴科口袋战役也有数页论述。埃里克森并未质疑苏联方面对德军伤亡的说法，而格兰茨则质疑德军关于突围成功人数的说法。格兰茨还将苏联总参谋部关于舍甫琴科作战的研究译成英文，题为《乌克兰之战：红军的舍甫琴科-舍甫琴科夫行动，1944年》（The Battle for the Ukraine: The Red Army's Korsun'-Shevchenkovkii Operation, 1944）。
近年来，美国陆军历史学家道格拉斯·纳什（Douglas Nash）于2002年出版了《地狱之门：切尔卡瑟口袋战役，1944年1–2月》（Hell's Gate: The Battle of the Cherkassy Pocket, January–February 1944），对苏联将舍甫琴科描绘为“另一个斯大林格勒”的说法提出异议。同样，瑞典历史学者尼克拉斯·泽特林（Niklas Zetterling）与安德斯·弗兰克森（Anders Frankson）在2008年出版的《舍甫琴科口袋：1944年东线德军的包围与突围》（The Korsun Pocket. The Encirclement and Breakout of a German Army in the East, 1944）中，也对苏联总参谋部的相关研究提出质疑，称其“极不准确”、“完全不可靠”。尽管如此，纳什与泽特林/弗兰克森一致认为，舍甫琴科战役是一次苏联的胜利。
2007年，德国半官方战争史《德国与第二次世界大战》第八卷出版，由卡尔-海因茨·弗里泽尔（Karl-Heinz Frieser）撰写的部分涉及了舍甫琴科的战事。这部作品也对苏联关于德军伤亡的说法表示怀疑，并详细讨论了德军的处境，使用了德国档案中的现有数据。然而，在评估苏军装甲与火炮损失时，该作则不加批判地依据了德国战时记录中的主张。
2011年，作家与历史学者让·洛佩兹（Jean Lopez）在法国Economica出版社出版了题为《科尔松-舍甫琴科口袋》（Le chaudron de Tcherkassy-Korsun）的专著，对该战役进行了研究。ISBN 978-2717860290

## 參考圖片

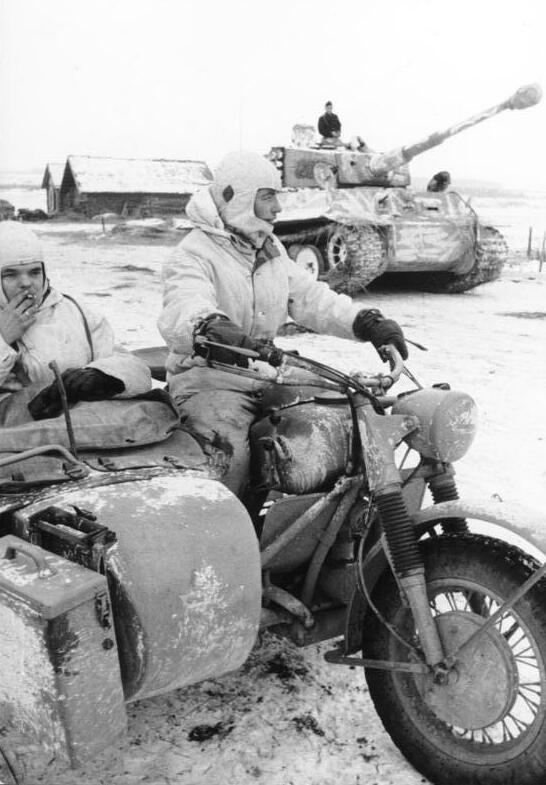
1944年2月，一個重型坦克營的通訊員，當時一輛虎式1型坦克正在經過
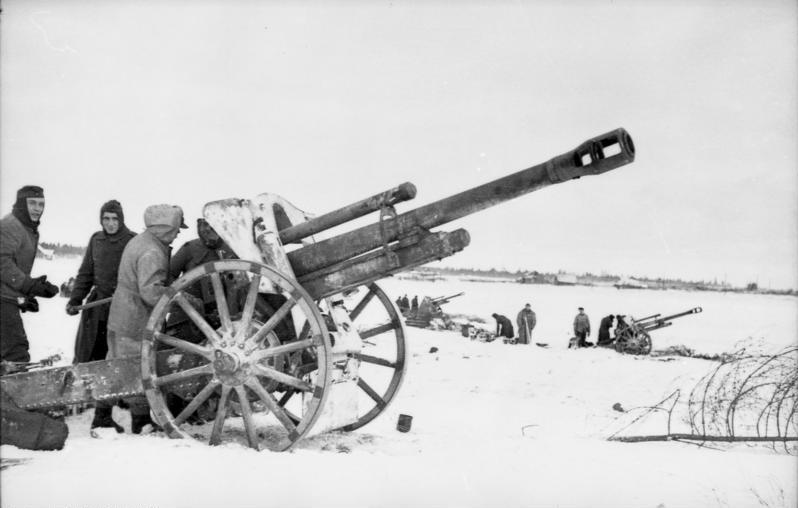
德軍第88步兵師第188炮兵團的大炮
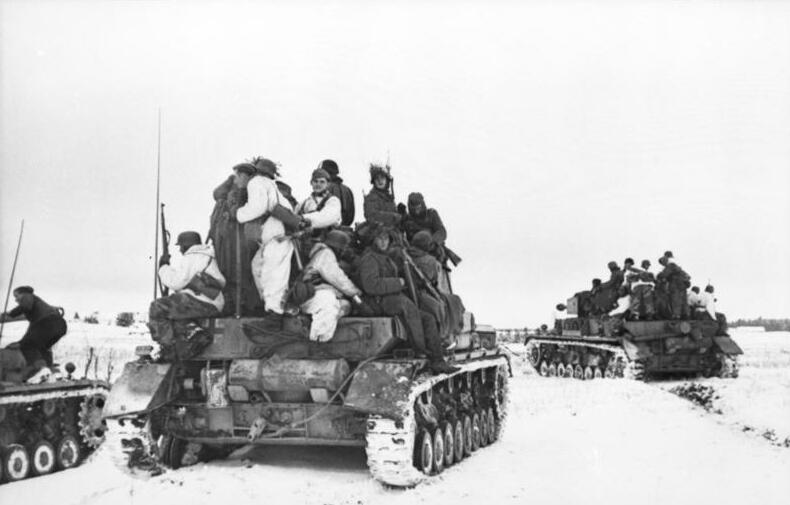
德軍救援部隊的4號坦克正在載滿自己的步兵突圍出去

## 战斗序列
| 苏联 | 德国 |
| --- | --- |
| - 烏克蘭第1方面軍 - 第42親衛步兵師 - 第237步兵師 - 第389步兵師 - 第1親衛騎兵軍 - 第1親衛砲兵師 - 第3親衛火箭發射器師 - 第27軍團 - 第206步兵師 - 第309步兵師 - 第337步兵師 - 第159要塞地域 - 第47步兵軍 - 第38步兵師 - 第136步兵師 - 第180步兵師 - 第38步兵師 - 第40軍團 - 捷克斯洛伐克旅 - 第50步兵軍 - 第74步兵師 - 第163步兵師 - 第240步兵師 - 第51步兵軍 - 第167步兵師 - 第232步兵師 - 第340步兵師 - 第6坦克軍團 - 第5機械化軍 - 第5親衛坦克軍 - 烏克蘭第2方面軍 - 第89親衛步兵師 - 第5親衛騎兵軍 - 第20坦克軍 - 第26親衛步兵軍 - 第25親衛步兵師 - 第6步兵師 - 第31步兵師 - 第4親衛軍團 - 第20親衛步兵軍 - 第5親衛空降師 - 第66親衛步兵師 - 第375步兵師 - 第21親衛步兵軍 - 第69親衛步兵師 - 第138步兵師 - 第52軍團 - 第294步兵師 - 第73步兵軍 - 第7親衛空降師 - 第62親衛步兵師 - 第78步兵軍 - 第254步兵師 - 第373步兵師 - 第5親衛坦克軍團 - 第18坦克軍 - 第29坦克軍 | 南方集團軍 - 第8軍團 - 第11軍（包圍圈內） - 武裝親衛隊第5裝甲師 - 武裝親衛隊第5突擊旅 - 第57步兵師 - 第72步兵師 - 第389步兵師 - 第47裝甲軍（解圍部隊） - 第3裝甲師 - 第11裝甲師 - 第13裝甲師 - 第14裝甲師 - 第1裝甲軍團 - 第42軍（包圍圈內） - 獨立B集團 - 第88步兵師 - 第168步兵師的1/3 - 第3裝甲軍（解圍部隊） - 第1裝甲師 - 第16裝甲師 - 第17裝甲師 - 武裝親衛隊第1裝甲師 - 第198步兵師 - 貝克重裝甲團 |